# A Sonora-sivatag állatvilága

## Különlegesen alkalmazkodott gerinctelen állatok
A Sonora-sivatag állatvilágának legnagyobb része kénytelen volt a legkülönösebb módon alkalmazkodni, hogy a száraz időszakokat és a perzselő hőséget el tudják viselni.

## Hüllők
Az összes sivatagi hüllő között a legveszélyesebb a mérges kérgesbőrű gyík, ha mégoly félénk és visszahúzódó is. A sivatagi leguán és az aranyleguán felegyenesedik, ha fenyegetve érzi magát, és hátsó lábán fut, a nyílt terepen így lényegesen gyorsabban tud menekülni.

## Madarak
További vágtázó a gyalogkakukk, a sivatag legérdekesebb madara. Csúcssebessége eléri 25 kilométer/órát, különféle állatokra vadászik, többek között a mérges csörgőkígyóra. Ha teheti, a kaktuszok védelmében fészkel. A gilaszalagos küllő és az aranyküllő gyakran az óriástermetű Saguaro-kaktuszba vájja fészek-odúját, ezeket később sokszor a tündérbaglyocska foglalja el.

## Emlősök
A sivatagi emlősállatok közé több ragadozó is tartozik, mint például a kitróka és a prérifarkas, de növényevők is, mint a kaliforniai szamárnyúl és az antilopmókus. A kaliforniai tasakosegér nappal üregében és éjjel indul magvakat keresni. A hátsó lábai  segítségével nagy ugrásokkal közlekedő sivatagi kengurupatkány szintén magvakat eszik. Itt él a villásszarvú antilop egyik helyi alfaja (Antilocapra americana sonoriensis), de vannak errefelé vastagszarvú vadjuhok (Ovis canadensis) is. A környék csúcsragadozója a puma (Puma concolor) és a vörös hiúz (Lynx rufus).